# Pływanie synchroniczne na Mistrzostwach Świata w Pływaniu 2013 – zespół dowolnie
Zespół dowolnie – jedna z konkurencji rozgrywanych w ramach pływania synchronicznego, podczas mistrzostw świata w pływaniu w 2013. Eliminacje odbyły się 23 lipca, a finał został rozegrany 26 lipca.
Do eliminacji zgłoszonych zostało 17 reprezentacji, z których każda mogła wystawić do rywalizacji osiem zawodniczek. Dwanaście zespołów z najlepszą notą awansowało do finałowej rywalizacji.
Zawody w tej konkurencji wygrały reprezentantki Rosji w składzie: Włada Czigiriowa, Swietłana Kolesniczenko, Darja Korobowa, Aleksandra Packiewicz, Jelena Prokofjewa, Ałła Szyszkina, Marija Szuroczkina, Anżelika Timanina, Aleksandra Zujewa, Anisia Olchowa. Drugą pozycję zajęły zawodniczki z Hiszpanii: Clara Basiana, Alba María Cabello, Laia Pons, Ona Carbonell, Margalida Crespí, Thaïs Henríquez, Paula Klamburg, Sara Levy, Meritxell Mas, Cristina Salvador. Trzecią pozycję zajęły zaś reprezentujące Ukrainę Łolita Ananasowa, Alena Greczichina, Hanna Klimenko, Kateryna Reznik, Aleksandra Sabada, Kateryna Sadurska, Anastasija Sawczuk, Anna Wołoszyna, Olha Zołotarowa, Marina Goladkina.

## Wyniki
| Miejsce | Państwo         | Eliminacje | Eliminacje | Finał  | Finał   |
| Miejsce | Państwo         | Wynik      | Miejsce    | Wynik  | Miejsce |
| ------- | --------------- | ---------- | ---------- | ------ | ------- |
| 01 !    | Rosja           | 97,390     | 1.         | 97,400 | 1.      |
| 02 !    | Hiszpania       | 94,100     | 2.         | 94,230 | 2.      |
| 03 !    | Ukraina         | 93,100     | 3.         | 93,640 | 3.      |
| 4.      | Japonia         | 91,670     | 4.         | 91,950 | 4.      |
| 5.      | Włochy          | 89,880     | 5.         | 89,840 | 5.      |
| 6.      | Kanada          | 88,180     | 6.         | 88,620 | 6.      |
| 7.      | Francja         | 86,510     | 7.         | 87,080 | 7.      |
| 8.      | Grecja          | 85,510     | 8.         | 85,060 | 8.      |
| 9.      | Meksyk          | 83,850     | 9.         | 84,430 | 9.      |
| 10.     | Brazylia        | 83,240     | 10.        | 83,520 | 10.     |
| 11.     | Szwajcaria      | 82,290     | 12.        | 82,680 | 11.     |
| 12.     | Wielka Brytania | 82,510     | 11.        | 82,570 | 12.     |
| 13.     | Kazachstan      | 78,180     | 13.        | NQ     | NQ      |
| 14.     | Egipt           | 76,460     | 14.        | NQ     | NQ      |
| 15.     | Singapur        | 67,960     | 15.        | NQ     | NQ      |
| 16.     | Makau           | 66,790     | 16.        | NQ     | NQ      |
| 17.     | Kostaryka       | 62,190     | 17.        | NQ     | NQ      |